# زهرة الزهراوي
زُهرة الزهراوي(ولدت في 18 نوفمبر 1983)هي ملاكمة مغربية .و قد شاركت في الألعاب الأولمبية الصيفية 2016المقامة في ريو دى جانيرو ضمن فئة ملاكمة الوزن الخفيف للسيدات. و قد شاركت أيضا في بطولة العالم للملاكمة فئة السيدات عام 2016 حيث تغلبت في مباراتها الأولى على الملاكمة Nesthy Petecio ،و لكنها ودعت البطولة في جولتها الثانية على حساب الملاكمة Peamwilai Laopeam الحاصلة على الميدالية الفضية في البطولة ذاتها.

## روابط خارجية
- زهرة الزهراوي على موقع بوكس ريك (الإنجليزية) (registration required)
- زهرة الزهراوي على موقع اللجنة الأولمبية الدولية (الإنجليزية)
- زهرة الزهراوي على موقع أوليمبيديا (الإنجليزية)